# Répertoire des centres de ressources
Pour les articles homonymes, voir RCR.
Le Répertoire des centres de ressources (abrégé : RCR) est un fichier identifiant par un numéro unique les établissements documentaires de France  (bibliothèques et centres de documentation de l'enseignement supérieur et de la recherche) et donnant accès à des notices descriptives de ces établissements qui donnent des informations sur leurs collections et les services offerts. Ces descriptions issues du RCR donnent lieu à des notices d'autorités dont le traitement est particulier et qui sont présentes dans les applications Sudoc et IdRef.
Contrairement à l'ILN (Internal library number) qui désigne un établissement, le numéro de RCR va jusqu'à la localisation précise d'une composante d'un établissement.

## Un répertoire coordonné par l'ABES
Le Répertoire des centres de ressources est coordonné par l'Agence bibliographique de l'enseignement supérieur, qui attribue les identifiants uniques aux établissements documentaires (code géographique postal, numéro INSEE, suivis d'un numéro séquentiel).
Le RCR concerne en priorité les établissements déployés dans le Sudoc et les membres du réseau Sudoc-PS (pour le signalement collectif des périodiques), mais cela n'est pas limitatif : les bibliothèques municipales et centres de documentations de villes ou agglomérations peuvent demander leur intégration au répertoire. La demande de numérotation RCR s'effectue via le guichet d'assistance de l'ABES.
Ces données sont reprises dans le RNBFD (répertoire national des bibliothèques et fonds documentaires) proposé par le Catalogue collectif de France (CCFr), géré par la Bibliothèque nationale de France ainsi que dans le répertoire des centres de ressources du Sudoc.

## Structure du numéro de RCR
L'identifiant RCR se compose de 9 chiffres (les 2 premiers chiffres correspondent au numéro du département, les 3 suivants au code Insee de la commune, les 2 suivants au type de bibliothèque, et les 2 derniers au numéro séquentiel).
Les différents types de bibliothèques et leurs codes correspondants sont décrits dans le guide méthodologique du Sudoc.

## Statut juridique des données issues du RCR
Les métadonnées d’autorité gérées par l'Abes sont sous « Licence Ouverte / Open Licence » élaborée par la mission Etalab. Par conséquent, l’utilisation de ces métadonnées est libre et gratuite.

## Applications liées au RCR
Un identifiant RCR permet le signalement des coordonnées physiques d'un établissement (géolocalisation) mais aussi la description précise de ses collections et services, de sa superficie, la volumétrie de ses collections, le nombre d'agents, les fonds spécialisés, ses horaires. 
D'un point de vue fonctionnel, le numéro de RCR est indispensable au déploiement de système de gestion des collections par radiofréquence (RFID) ainsi qu'à l'utilisation de services web et API développés par l'ABES.
Par ailleurs, il est possible de récupérer une ou plusieurs notices RCR en xml.

## Extension à l’ISIL
L’ISIL, l'identifiant international normalisé pour les bibliothèques, correspond en France au numéro RCR préfixé par « FR- ». 